# Josafat I
Josafat I Kokkas (en grec Ἰωάσαφ Αʹ Κόκκας) va ser patriarca de Constantinoble de l'any 1464 al 1466. Va succeir a Gennadi II, segons la cronologia més acceptada.
Alguns autors pensen que Josafat I va governar l'Església Ortodoxa després d'Isidor II i abans de Sofroni Siropoulos, i el fan patriarca de 'abril de 1462 a l'abril de 1463.
Va tenir una greu discussió amb Jordi Amirutza, un escriptor de Trebisonda convertit a l'islamisme, que tenia el favor del sultà Mehmet II i un alt càrrec a la cort otomana. A proposta d'aquest Jordi Amirutza el sultà el va destituir perquè es va negar a beneir unes noces sense respectar la llei, tal com Mehmet demanava.